# Осетинская наклонная равнина

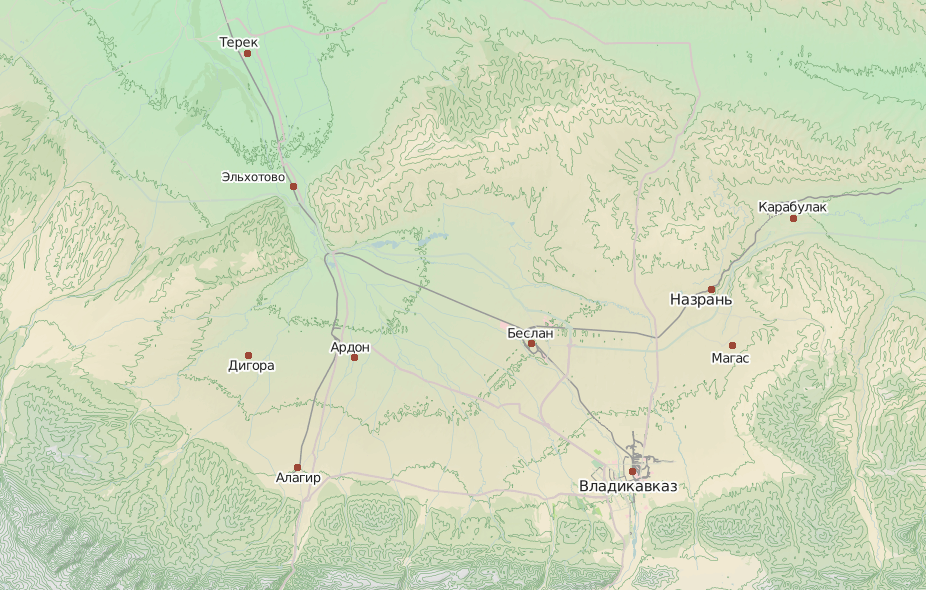
Карта Осетинской равнины. На севере — Сунженский хребет. На северо-западе — Эльхотовские ворота. Южнее Владикавказа начинается Дарьяльский проход, ведущий в Закавказье.

Осетинская предгорная наклонная равнина — равнина в Предкавказье. С юга ограничивается Лесистым хребтом, с севера — Сунженским хребтом. На севере равнины находится наиболее низкий участок — Беслано-Даргкохская котловина. Отчетливо выделяются долины Терека и его притоков, между ними расположены слегка всхолмленные водоразделы. Высота над уровнем моря — около 500 м. Понижается с юга на север. Заполнена аллювиальными отложениями и отложениями талых ледниковых вод.

### История равнины
Кабарда к концу XVIII века занимала обширные территории, Делилась на Большую Кабарду и Малую (Малая Кабарда — Терский район КБР, северная часть Северной Осетии). Через Кабарду проходили важнейшие дороги в Закавказье (ныне — юго-восток Северной Осетии). По словам российского историка В. А. Потто, «Влияние Кабарды было огромным и выражалось в рабском подражании окружающих народов их одежде, вооружению, нравам и обычаям. Фраза „он одет…“, или „он ездит как кабардинец“ звучала величайшей похвалой в устах соседних народов, в том числе у северо-кавказских осетин»; «в кабардинцах русские нашли весьма серьёзных противников, с которыми надо было считаться. Влияние их на Кавказ было огромным…»
В 1763 году Российская империя начала строительство в Малой Кабарде крепости Моздок; кабардинское посольство, принятое императрицей Екатериной II в 1764 году, требовало прекратить строительство, но получило отказ. Российское правительство, ссылаясь на статьи Адрианопольского трактата с Турцией, заявило о своих правах на черкесские земли.
Это привело к первому восстанию 1778 года, подавленному генералом И. Якоби, который наложил на Кабарду огромную контрибуцию, ещё более разорившую кабардинский народ. Большой размах военные действия получили в 1794 и 1804 годах. Последнее нанесло особенно сильный удар кабардинскому народу. Военный гнёт и изъятие земель привели к тому, что доведённый до крайнего ожесточения народ Кабарды вновь восстал в 1810 году. Восстание подавлял генерал Булгаков. Итогом карательной экспедиции стало сожжение 200 селений и 9585 жилищ, сопровождавшееся тотальным грабежом. В 1822 году на восставшую в последний раз Кабарду обрушился генерал А. Ермолов.
Ослабленная эпидемиями чумы и уходом значительной части населения в Чечню и Западную Черкесию, Кабарда была окончательно сломлена. От самого крупного адыгского субэтноса, численность которого совершенно очевидно превышала 300 тысяч на момент начала конфликта в 1763 году, после 1822 года осталось около 25 тысяч.
Кабардинцы продолжали военное сопротивление русским войскам даже после завоевания Кабарды, организовав в Закубанье «Хажретову Кабарду» («Беглую Кабарду»). По завершении Кавказской войны (1864) тысячи адыгов были переселены насильно в Османскую империю. Переселение осетин, чеченцев и ингушей на равнинные земли, по идее правительства, должно было утвердить пророссийскую ориентацию горцев, испытывавших в горных условиях немалые хозяйственные и другие трудности. Российское правительство надеялось также, что благодаря переселению горцев оживится хозяйственная жизнь предгорий Северного Кавказа, что облегчило бы обеспечение продовольствием русской армии на Кавказе. В конце XVIII — начале XIX вв. Петербург принялся за крупномасштабное переселение горцев Центрального Кавказа. К этому времени осетины, являвшиеся инициаторами такого переселения, уже активно осваивали предгорные районы Северного Кавказа, в частности Владикавказскую равнину. Часть осетин продолжала селиться в Моздоке и вдоль российской пограничной линии. Переселение было добровольным. Оно отвечало жизненным интересам горцев, готовым к освоению плодородных, но запущенных земель предгорной равнины. Организацией переселения занималась российская администрация. Она отводила участки для переселенцев, проводила необходимые землеустроительные работы. Российским властям часто приходилось вступать в сделки с кабардинскими феодалами, считавшими равнинные земли своей собственностью. Преодолевая сопротивление кабардинской знати, российское правительство нередко объявляло её земли казёнными, а затем передавало переселенцам.
Переселение горцев носило массовый характер и шло высокими темпами. Этому способствовали денежные ссуды, лесоматериалы для постройки домов, медицинская помощь, предоставляемые официальными властями России.

## Переселение осетин на равнину
Переселение горцев-осетин осуществлялось по заранее составленному плану. План был утверждён А. П. Ермоловым — главнокомандующим российской армией на Кавказе. Согласно принятому плану, на предгорные равнины переселялись осетины, жившие на северных склонах Кавказского хребта. Тагаурскому обществу отводились земли между Тереком и Майрамадагом, Куртатинскому — между Майрамадагом и Ардоном, Алагирскому — Ардонско-Курпское междуречье. Земли, предоставляемые Дигорскому обществу, были разделены между феодальными фамилиями и располагались в западных районах Осетии по бассейнам рек Дур-дур, Урух и Урсдон. Ещё до массового переселения северных осетин правобережье Терека было отдано во владение Дударовым — влиятельным тагаурским феодалам, контролировавшим проходы по Военно-Грузинской дороге.
С переселением осетин на равнину А. П. Ермолов связывал прежде всего решение проблем, касавшихся безопасности Военно-Грузинской дороги. По его замыслу, перенос этой дороги с правого берега Терека на левый и расселение осетин по обе стороны реки должны были обезопасить дорогу от набегов горцев.
Новый этап переселения осетин начался на рубеже XVIII—XIX веков. Однако массовый характер оно приняло лишь в 1820-е годы. Наряду с российской администрацией у процесса переселения появились свои «организаторы», выдвигаемые из собственной среды. Часто ими становились лица из состоятельных слоёв общества. Местные «организаторы» переселения заботились прежде всего о соблюдении собственных сословных интересов: они стремились стать «первопереселенцами», «основателями» новых поселений, рассчитывая, что новые сёла будут названы их именами. На этом основании осетинские социальные верхи впоследствии могли бы считать освоенные земли своей собственностью, а жителей поселений — зависимыми. Такие сёла, как правило, носили фамильные названия: например, сёла Козыревых, Есеновых, Мамсуровых, Кундуховых, Джантиевых и другие.

### Первые осетинские поселения равниной Осетии
- Каражаево (Хазнидон) (1715);
- Кет (1752);
- Туганово (Дур-Дур) (1752);
- Салугардан (Алагир) (1781[4] или 1824[5]);
- Осетинская слободка в городе Дзауджикау (Владикавказ) (1784);
- Хумалаг (1810);
- Майрамадаг (1813);
- Зильги (1814);
- Карджин (1814);
- Село Ардон (1824, ныне город Ардон);
- Заманкул (1828);
- Брут (1830);
- Эльхотово (1838);
- Расдзог (1839);
- Христиановская (1830, ныне город Дигора);
- Урсдон (не позднее 1771);
- Батако (1842);
- Тулатово (1847, ныне город Беслан);
- Кадгарон (1856);
- Гизель (1867);
- Фарн (1892);
- Ногкау (1874);
- Ольгинское (1830);
- Чми (1790)
- и другие, основанные в разные годы XIX века.